# Rem als Jocs Olímpics d'Estiu de 1948
Als Jocs Olímpics d'Estiu de 1948 celebrats a la ciutat de Londres (Regne Unit) es disputaren set proves de rem, totes elles en categoria masculina. La competició tingué lloc entre els dies 11 i 9 d'agost de 1948 al riu Tàmesi.

## Resum de medalles
| Prova                        | Or | Plata | Bronze |
| Scull individual detalls     | Mervyn Wood | Eduardo Risso | Romolo Catasta |
| Doble scull detalls          | Regne UnitRichard Burnell · Bertie Bushnell | DinamarcaEbbe Parsner · Aage Larsen | UruguaiWilliam Jones · Juan Rodríguez |
| Dos sense timoner detalls    | Regne UnitJack Wilson · Ran Laurie | SuïssaHans Kalt · Josef Kalt | ItàliaFelice Fanetti · Bruno Boni |
| Dos amb timoner detalls      | DinamarcaFinn Pedersen · Tage Henriksen · Carl Andersen                                                                                        | ItàliaGiovanni Steffè · Aldo Tarlao · Alberto Radi | HongriaAntal Szendey · Béla Zsitnik · Róbert Zimonyi |
| Quatre sense timoner detalls | ItàliaGiuseppe Moioli · Elio Morille · Giovanni Invernizzi · Franco Faggi                                                                      | DinamarcaHelge Halkjær · Aksel Bonde Hansen · Helge Schrøder · Ib Storm Larsen                                                                                 | Estats UnitsFrederick Kingsbury · Stuart Griffing · Gregory Gates · Robert Perew                                                                               |
| Quatre amb timoner detalls   | Estats UnitsWarren Westlund · Robert Martin · Robert Will · Gordon Giovanelli · Allan Morgan                                                   | SuïssaRudolf Reichling · Erich Schriever · Emil Knecht · Pierre Stebler · André Moccand                                                                        | DinamarcaErik Larsen · Børge Raahauge Nielsen · Henry Larsen · Harry Knudsen · Jørgen Ib Olsen                                                                 |
| Vuit amb timoner detalls     | Estats UnitsIan Turner · David Turner · James Hardy · George Ahlgren · Lloyd Butler · David Brown · Justus Smith · John Stack · Ralph Purchase | Regne UnitChristopher Barton · Michael Lapage · Guy Richardson · Ernest Bircher · Paul Massey · Charles Lloyd · David Meyrick · Alfred Mellows · Jack Dearlove | NoruegaKristoffer Lepsøe · Thorstein Kråkenes · Hans Hansen · Halfdan Gran Olsen · Harald Kråkenes · Leif Næss · Thor Pedersen · Carl Monssen · Sigurd Monssen |

## Medaller
| Posició | País         | Or | Argent | Bronze | Total |
| 1       | Regne Unit   | 2  | 1      | 0      | 3     |
| 2       | Estats Units | 2  | 0      | 1      | 3     |
| 3       | Dinamarca    | 1  | 2      | 1      | 4     |
| 4       | Itàlia       | 1  | 1      | 2      | 4     |
| 5       | Austràlia    | 1  | 0      | 0      | 1     |
| 6       | Suïssa       | 0  | 2      | 0      | 2     |
| 7       | Uruguai      | 0  | 1      | 1      | 2     |
| 8       | Hongria      | 0  | 0      | 1      | 1     |
| 8       | Noruega      | 0  | 0      | 1      | 1     |